# UEFA Champions League 2010–11
UEFA Champions League 2010–11 là giải đấu bóng đá cao nhất ở cấp câu lạc bộ của châu Âu thứ 56 tính từ lần đầu khởi tranh và là giải thứ 19 theo thể thức và tên gọi mới UEFA Champions League. Trận chung kết sẽ được tổ chức tại sân vận động Wembley ở thủ đô London của Anh vào ngày 28 tháng 5 năm 2011. Inter Milan là đương kim vô địch của giải.

## Phân bổ suất tham dự

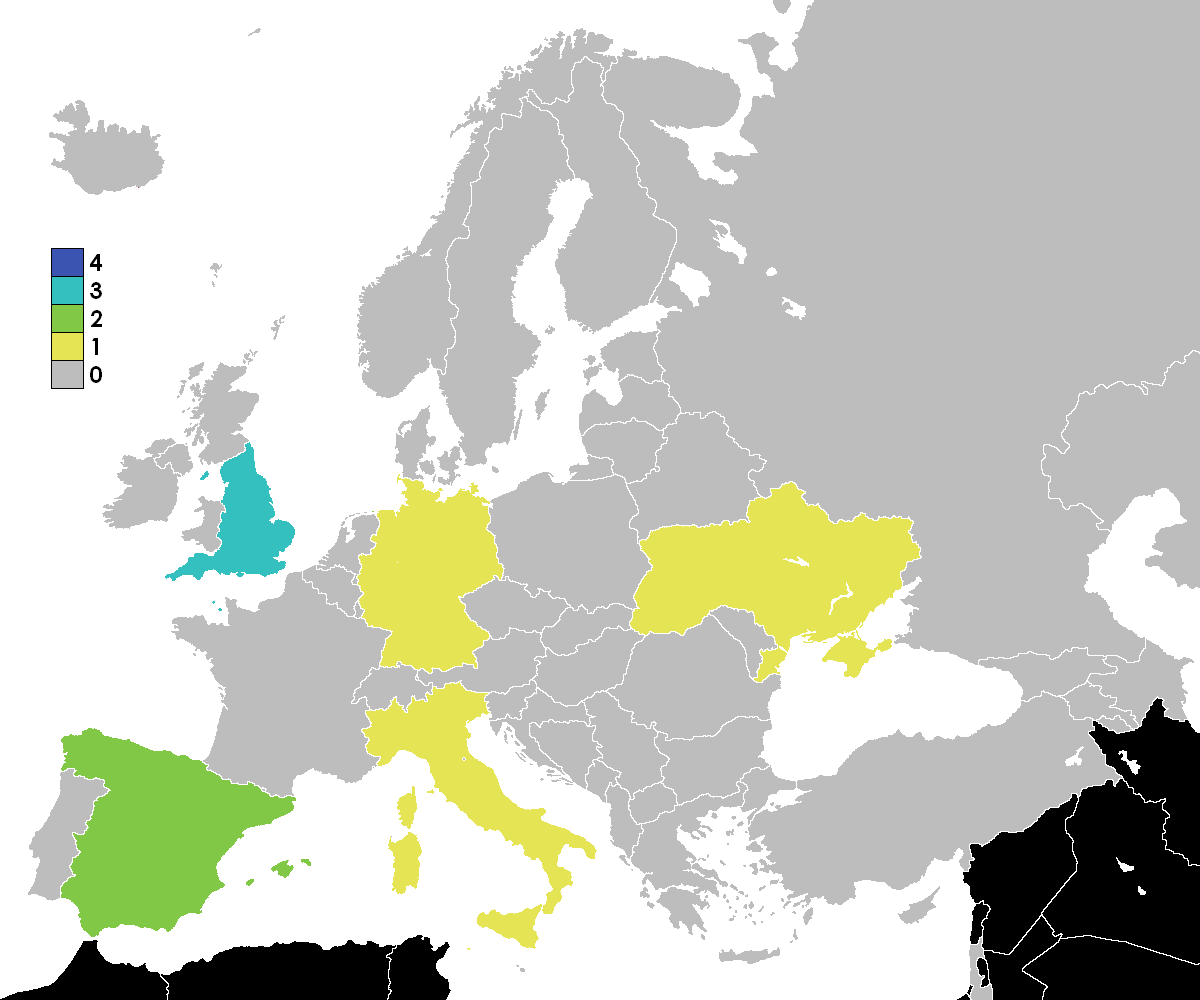
Quốc gia tham dự UEFA Champions League 2010-11

Có tổng cộng 76 câu lạc bộ tham gia giải đấu năm nay, từ 52 liên đoàn thành viên của UEFA (ngoại trừ Liechtenstein do không có giải vô địch quốc gia). Vị trí của các liên đoàn dựa vào hệ số năm 2009 của UEFA, tính theo thành tích trên đấu trường châu Âu trong 5 mùa bóng từ 2004–05 đến 2008–09.
Số suất tham dự giải đấu UEFA Champions League mùa 2010–11 được phân bổ cụ thể như sau:
- Liên đoàn từ 1 đến 3 được 4 đội bóng tham dự
- Liên đoàn từ 4 đến 6 được 3 đội bóng tham dự
- Liên đoàn từ 7 đến 15 được 2 đội bóng tham dự
- Các liên đoàn còn lại (trừ Liechtenstein) được 1 đội bóng tham dự

Bởi đương kim vô địch Inter Milan giành một vị trí ở vòng bảng bằng chức vô địch quốc gia nên vị trí của đương kim vô địch ở vòng bảng bỏ ngỏ. Do đó một số vị trí xếp dưới sẽ được đẩy lên, cụ thể:
- Nhà vô địch của liên đoàn thứ 13 (Scotland) chuyển từ vòng loại thứ ba lên vòng đấu bảng.
- Nhà vô địch của liên đoàn thứ 16 (Đan Mạch) chuyển từ vòng loại thứ hai vào vòng loại thứ ba.
- Các nhà vô địch của liên đoàn thứ 48 và 49 (Quần đảo Faroe và Luxembourg) từ vòng loại thứ nhất được dự vòng loại thứ hai.

|                                     |                                       | Các câu lạc bộ tham dự vòng đấu này                                                                        | Các câu lạc bộ tham dự vòng đấu trước                                                                                   |
| ----------------------------------- | ------------------------------------- | --- | --- |
| Vòng loại thứ nhất (4 câu lạc bộ)   | Vòng loại thứ nhất (4 câu lạc bộ)     | - 4 nhà vô địch của các liên đoàn 50–53                                                                    | |
| Vòng loại thứ hai (34 câu lạc bộ)   | Vòng loại thứ hai (34 câu lạc bộ)     | - 32 nhà vô địch của các liên đoàn 17–49 (trừ Liechtenstein)                                               | - 2 đội thắng từ vòng loại thứ nhất                                                                                     |
| Vòng loại thứ ba                    | Các đội vô địch (20 câu lạc bộ)       | - 3 nhà vô địch của các liên đoàn 14–16                                                                    | - 17 đội thắng từ vòng loại thứ hai                                                                                     |
| Vòng loại thứ ba                    | Các đội không vô địch (10 câu lạc bộ) | - 9 á quân của các liên đoàn 7–15 - 1 đội hạng ba của liên đoàn thứ 6                                      | |
| Vòng loại cuối cùng                 | Các đội vô địch (10 câu lạc bộ)       | | - 10 đội thắng từ vòng loại thứ ba                                                                                      |
| Vòng loại cuối cùng                 | Các đội không vô địch (10 câu lạc bộ) | - 2 đội hạng ba của liên đoàn thứ 4 và 5 - 3 đội hạng tư của liên đoàn thứ 1–3                             | - 5 đội thắng từ vòng loại thứ ba                                                                                       |
| Vòng đấu bảng (32 câu lạc bộ)       | Vòng đấu bảng (32 câu lạc bộ)         | - 13 nhà vô địch của các liên đoàn 1–13 - 6 á quân của các liên đoàn 1–6 - 3 đội hạng ba của liên đoàn 1–3 | - 5 đội thắng từ vòng loại cuối cùng cho các nhà vô địch - 5 đội thắng từ vòng loại cuối cùng cho các đội không vô địch |
| Vòng loại trực tiếp (16 câu lạc bộ) | Vòng loại trực tiếp (16 câu lạc bộ)   | | - 8 đội nhất bảng ở vòng bảng - 8 đội nhì bảng ở vòng bảng                                                              |

### Câu lạc bộ tham dự
Số ở trong ngoặc là vị trí của câu lạc bộ tại giải vô địch quốc gia nếu không phải là đội vô địch.
| Vòng bảng             | Vòng bảng                 | Vòng bảng           | Vòng bảng           |
| --------------------- | ------------------------- | ------------------- | ------------------- |
| Inter MilanVĐ         | Valencia (3)              | Lyon (2)            | CFR Cluj            |
| Chelsea               | Roma (2)                  | Rubin Kazan         | Benfica             |
| Manchester United (2) | Milan (3)                 | Spartak Moskva (2)  | Bursaspor           |
| Arsenal (3)           | Bayern Munich             | Shakhtar Donetsk    | Panathinaikos       |
| Barcelona             | Schalke 04 (2)            | Twente              | Rangers             |
| Real Madrid (2)       | Marseille                 |                     |                     |
| Vòng loại cuối cùng   |                           |                     |                     |
| Nhánh vô địch         | Nhánh không vô địch       | Nhánh không vô địch | Nhánh không vô địch |
|                       | Tottenham Hotspur (4)     | Sampdoria (4)       | Auxerre (3)         |
| Sevilla (4)           | Werder Bremen (3)         |                     |                     |
| Vòng loại thứ ba      |                           |                     |                     |
| Nhánh vô địch         | Nhánh không vô địch       | Nhánh không vô địch | Nhánh không vô địch |
| Anderlecht            | Zenit Sankt Peterburg (3) | Braga (2)           | Celtic (2)          |
| Basel                 | Dynamo Kyiv (2)           | Fenerbahçe (2)      | Gent (2)            |
| Copenhagen            | Ajax (2)                  | PAOK (3)HL          | Young Boys (2)      |
|                       | Unirea Urziceni (2)       |                     |                     |
| Vòng loại thứ hai     |                           |                     |                     |
| Litex Lovech          | Žilina                    | BATE                | Levadia             |
| Sparta Prague         | Lech Poznań               | Željezničar         | Dinamo Tirana       |
| Rosenborg             | Dinamo Zagreb             | Debrecen            | Aktobe              |
| Red Bull Salzburg     | HJK Helsinki              | FH                  | Pyunik              |
| Partizan              | Ekranas                   | Sheriff Tiraspol    | The New Saints      |
| Hapoel Tel Aviv       | Bohemians                 | Olimpi Rustavi      | Linfield            |
| Omonia                | Liepājas Metalurgs        | Renova              | HB Tórshavn         |
| AIK                   | Koper                     | Inter Baku          | Jeunesse Esch       |
| Vòng loại thứ nhất    |                           |                     |                     |
| Rudar Pljevlja        | FC Santa Coloma           | Birkirkara          | Tre Fiori           |

VĐ Đương kim vô địch
HL Ở Hy Lạp suất thứ hai tham dự Champions League (sau nhà vô địch) được quyết định thông qua một lượt đấu giữa các đội từ thứ hai đến thứ năm. PAOK tuy chỉ xếp thứ ba ở giải vô địch nhưng xếp đầu lượt đấu đó và giành được suất tham dự giải đấu này thay vì đội xếp thứ hai.

## Lịch thi đấu và bốc thăm
Các buổi bốc thăm đều được tổ chức ở trụ sở chính của UEFA tại Nyon, Thuỵ Sĩ nếu không có sự thay đổi nào khác.
| Lượt đấu            | Vòng đấu            | Bốc thăm                     | Lượt đi                                              | Lượt về                                              |
| ------------------- | ------------------- | ---------------------------- | ---------------------------------------------------- | ---------------------------------------------------- |
| Vòng loại           | Vòng loại thứ nhất  | 21 tháng 6 năm 2010          | 29–30 tháng 6 năm 2010                               | 6–7 tháng 7 năm 2010                                 |
| Vòng loại           | Vòng loại thứ hai   | 21 tháng 6 năm 2010          | 13–14 tháng 7 năm 2010                               | 20–21 tháng 7 năm 2010                               |
| Vòng loại           | Vòng loại thứ ba    | 16 tháng 7 năm 2010          | 27–28 tháng 7 năm 2010                               | 3–4 tháng 8 năm 2010                                 |
| Vòng loại           | Vòng loại cuối cùng | 6 tháng 8 năm 2010           | 17–18 tháng 8 năm 2010                               | 24–25 tháng 8 năm 2010                               |
| Vòng bảng           | Lượt trận 1         | 26 tháng 8 năm 2010 (Monaco) | 14–15 tháng 9 năm 2010                               | 14–15 tháng 9 năm 2010                               |
| Vòng bảng           | Lượt trận 2         | 26 tháng 8 năm 2010 (Monaco) | 28–29 tháng 9 năm 2010                               | 28–29 tháng 9 năm 2010                               |
| Vòng bảng           | Lượt trận 3         | 26 tháng 8 năm 2010 (Monaco) | 19–20 tháng 10 năm 2010                              | 19–20 tháng 10 năm 2010                              |
| Vòng bảng           | Lượt trận 4         | 26 tháng 8 năm 2010 (Monaco) | 2–3 tháng 11 năm 2010                                | 2–3 tháng 11 năm 2010                                |
| Vòng bảng           | Lượt trận 5         | 26 tháng 8 năm 2010 (Monaco) | 23–24 tháng 11 năm 2010                              | 23–24 tháng 11 năm 2010                              |
| Vòng bảng           | Lượt trận 6         | 26 tháng 8 năm 2010 (Monaco) | 7–8 tháng 12 năm 2010                                | 7–8 tháng 12 năm 2010                                |
| Vòng loại trực tiếp | Vòng 16 đội         | 17 tháng 12 năm 2010         | 15–16 & 22–23 tháng 2 năm 2011                       | 8–9 & 15–16 tháng 3 năm 2011                         |
| Vòng loại trực tiếp | Tứ kết              | 18 tháng 3 năm 2011          | 5–6 tháng 4 năm 2011                                 | 12–13 tháng 4 năm 2011                               |
| Vòng loại trực tiếp | Bán kết             | 18 tháng 3 năm 2011          | 26–27 tháng 4 năm 2011                               | 3–4 tháng 5 năm 2011                                 |
| Vòng loại trực tiếp | Chung kết           | 18 tháng 3 năm 2011          | 28 tháng 5 năm 2011 tại Sân vận động Wembley, London | 28 tháng 5 năm 2011 tại Sân vận động Wembley, London |

## Vòng loại
Vòng loại được chia thành hai nhánh: nhánh vô địch cho các nhà vô địch quốc gia và nhánh không vô địch dành cho các câu lạc bộ xếp từ thứ nhì trở xuống ở những liên đoàn mạnh. Việc phân chia này từ mùa bóng 2009-10 tạo điều kiện cho các liên đoàn thứ hạng thấp có nhiều cơ hội có đại diện ở vòng bảng hơn.

### Vòng loại thứ nhất
Vòng loại thứ nhất theo dự kiến tiến hành lượt đi vào 29 và 30 tháng 6 và lượt về vào ngày 6 và 7 tháng 7 năm 2010. Tuy nhiên, trận đấu đầu tiên của cả giải (FC Santa Coloma gặp Birkirkara vào 29 tháng 6) phải huỷ vì sân đấu không đủ tiêu chuẩn do mưa to.
| Đội 1           | TTS | Đội 2          | Lượt đi | Lượt về |
| --------------- | --- | -------------- | ------- | ------- |
| Tre Fiori       | 1–7 | Rudar Pljevlja | 0–3     | 1–4     |
| FC Santa Coloma | 3–7 | Birkirkara     | 0–31    | 3–4     |

Chú thích
- Chú thích 1: Trận lượt đi bị huỷ vi mưa to dẫn đến sân không đủ tiêu chuẩn thi đấu. FC Santa Coloma đề nghị tiến hành trận đấu vào 30 tháng 6, tuy nhiên UEFA quyết định Birkirkara thắng 3–0.[5]

### Vòng loại thứ hai
Lượt đi thi đấu vào 13 và 14 tháng 7, lượt về thi đấu vào 20 và 21 tháng 7 năm 2010.
| Đội 1              | TTS         | Đội 2          | Lượt đi | Lượt về   |
| ------------------ | ----------- | -------------- | ------- | --------- |
| Liepājas Metalurgs | 0–5         | Sparta Prague  | 0–3     | 0–2       |
| Aktobe             | 3–1         | Olimpi Rustavi | 2–0     | 1–1       |
| Levadia            | 3–4         | Debrecen       | 1–1     | 2–3       |
| Partizan           | 4–1         | Pyunik         | 3–1     | 1–0       |
| Inter Baku         | 1–1 (8–9 p) | Lech Poznań    | 0–1     | 1–0 (aet) |
| Dinamo Zagreb      | 5–4         | Koper          | 5–1     | 0–3       |
| Litex Lovech       | 5–0         | Rudar Pljevlja | 1–0     | 4–0       |
| Birkirkara         | 1–3         | Žilina         | 1–0     | 0–3       |
| Sheriff Tiraspol   | 3–2         | Dinamo Tirana  | 3–1     | 0–1       |
| Hapoel Tel Aviv    | 6–0         | Željezničar    | 5–0     | 1–0       |
| Omonia             | 5–0         | Renova         | 3–0     | 2–0       |
| Red Bull Salzburg  | 5–1         | HB Tórshavn    | 5–0     | 0–1       |
| Bohemians          | 1–4         | The New Saints | 1–0     | 0–4       |
| BATE               | 6–1         | FH             | 5–1     | 1–0       |
| AIK                | 1–0         | Jeunesse Esch  | 1–0     | 0–0       |
| Linfield           | 0–2         | Rosenborg      | 0–0     | 0–2       |
| Ekranas            | 1–2         | HJK Helsinki   | 1–0     | 0–2 (aet) |

### Vòng loại thứ ba
Vòng loại thứ ba được chia thành hai nhánh: nhánh cho các câu lạc bộ vô địch quốc gia và nhánh cho các câu lạc bộ không phải vô địch quốc gia. Các câu lạc bộ thua ở vòng đấu này sẽ xuống thi đấu tại Europa League. Lượt đi diễn ra trong hai ngày 27 và 28 tháng 7, lượt về trong hai ngày 3 và 4 tháng 8 năm 2010.
| Đội 1               | TTS           | Đội 2                 | Lượt đi       | Lượt về       |               |
| Nhánh vô địch       | Nhánh vô địch | Nhánh vô địch         | Nhánh vô địch | Nhánh vô địch | Nhánh vô địch |
| ------------------- | ------------- | --------------------- | ------------- | ------------- | ------------- |
| Sparta Prague       | 2–0           | Lech Poznań           | 1–0           | 1–0           |               |
| Aktobe              | 2–3           | Hapoel Tel Aviv       | 1–0           | 1–3           |               |
| Sheriff Tiraspol    | 2–2 (6–5 p)   | Dinamo Zagreb         | 1–1           | 1–1 (aet)     |               |
| Litex Lovech        | 2–4           | Žilina                | 1–1           | 1–3           |               |
| Debrecen            | 1–5           | Basel                 | 0–2           | 1–3           |               |
| AIK                 | 0–4           | Rosenborg             | 0–1           | 0–3           |               |
| Partizan            | 5–1           | HJK Helsinki          | 3–0           | 2–1           |               |
| BATE                | 2–3           | Copenhagen            | 0–0           | 2–3           |               |
| The New Saints      | 1–6           | Anderlecht            | 1–3           | 0–3           |               |
| Omonia              | 2–5           | Red Bull Salzburg     | 1–1           | 1–4           |               |
| Nhánh không vô địch |               |                       |               |               |               |
| Ajax                | 4–4 (a)       | PAOK                  | 1–1           | 3–3           |               |
| Dynamo Kyiv         | 6–1           | Gent                  | 3–0           | 3–1           |               |
| Young Boys          | 3–2           | Fenerbahçe            | 2–2           | 1–0           |               |
| Braga               | 4–2           | Celtic                | 3–0           | 1–2           |               |
| Unirea Urziceni     | 0–1           | Zenit Sankt Peterburg | 0–0           | 0–1           |               |

## Vòng tranh vé vớt
Vòng loại cuối cùng vẫn chia theo hai nhánh: vô địch và không vô địch. Các đội thua ở vòng này (cả hai nhánh) xuống đấu ở vòng bảng của Europa League. Lượt đi diễn ra trong hai ngày 17 và 18 tháng 8, lượt về sau đó một tuần: 24 và 25 tháng 8 năm 2010.
Theo như thử nghiệm tại UEFA Europa League năm trước, UEFA quyết định trong hai mùa bóng 2010–11 và 2011–12, hai trợ lý trọng tài sẽ được bổ sung ở hai đường biên mỗi khung thành, như vậy mỗi trận đấu sẽ có 5 trọng tài.
| Đội 1                 | TTS           | Đội 2             | Lượt đi       | Lượt về       |               |
| Nhánh vô địch         | Nhánh vô địch | Nhánh vô địch     | Nhánh vô địch | Nhánh vô địch | Nhánh vô địch |
| --------------------- | ------------- | ----------------- | ------------- | ------------- | ------------- |
| Red Bull Salzburg     | 3–4           | Hapoel Tel Aviv   | 2–3           | 1–1           |               |
| Rosenborg             | 2–2 (a)       | Copenhagen        | 2–1           | 0–1           |               |
| Basel                 | 4–0           | Sheriff Tiraspol  | 1–0           | 3–0           |               |
| Sparta Prague         | 0–3           | Žilina            | 0–2           | 0–1           |               |
| Partizan              | 4–4 (3–2 11m) | Anderlecht        | 2–2           | 2–2 (h.p.)    |               |
| Nhánh không vô địch   |               |                   |               |               |               |
| Young Boys            | 3–6           | Tottenham Hotspur | 3–2           | 0–4           |               |
| Braga                 | 5–3           | Sevilla           | 1–0           | 4–3           |               |
| Werder Bremen         | 5–4           | Sampdoria         | 3–1           | 2–3 (h.p.)    |               |
| Zenit Sankt Peterburg | 1–2           | Auxerre           | 1–0           | 0–2           |               |
| Dynamo Kyiv           | 2–3           | Ajax              | 1–1           | 1–2           |               |

## Vòng bảng
Có tổng cộng 32 câu lạc bộ tham gia vòng đấu bảng. Các đội bóng được phân thành 4 nhóm, dựa trên hệ số UEFA. 32 câu lạc bộ này được bốc thăm chia thành tám bảng 4 đội vào 26 tháng 8. Các đội bóng cùng nhóm hoặc cùng quốc gia không được xếp chung bảng.
Màu sắc dùng trong bảng:
|  | Đội được giành quyền vào vòng 1/8, tên in đậm.                           |
|  | Đội bị loại ở vòng bảng, xuống chơi ở Europa League, tên in đậm nghiêng. |
|  | Đội bị loại ở vòng bảng, phải ra khỏi cuộc chơi, tên in nghiêng.         |

### Bảng A
| Câu lạc bộ        | St | T | H | B | Bt | Bb | Hs | Điểm |
| ----------------- | -- | - | - | - | -- | -- | -- | ---- |
| Tottenham Hotspur | 6  | 3 | 2 | 1 | 18 | 11 | +7 | 11   |
| Inter Milan       | 6  | 3 | 1 | 2 | 12 | 11 | +1 | 10   |
| Twente            | 6  | 1 | 3 | 2 | 9  | 11 | −2 | 6    |
| Werder Bremen     | 6  | 1 | 2 | 3 | 6  | 12 | −6 | 5    |

|                   | INT | TOT | TWE | BRM |
| ----------------- | --- | --- | --- | --- |
| Inter Milan       | –   | 4–3 | 1–0 | 4–0 |
| Tottenham Hotspur | 3–1 | –   | 4–1 | 3–0 |
| Twente            | 2–2 | 3–3 | –   | 1–1 |
| Werder Bremen     | 3–0 | 2–2 | 0–2 | –   |

### Bảng B
| Câu lạc bộ      | St | T | H | B | Bt | Bb | Hs | Điểm |
| --------------- | -- | - | - | - | -- | -- | -- | ---- |
| Schalke 04      | 6  | 4 | 1 | 1 | 10 | 3  | +7 | 13   |
| Lyon            | 6  | 3 | 1 | 2 | 11 | 10 | +1 | 10   |
| Benfica         | 6  | 2 | 0 | 4 | 7  | 12 | −5 | 6    |
| Hapoel Tel Aviv | 6  | 1 | 2 | 3 | 7  | 10 | −3 | 5    |

|                 | BEN | HTA | OL  | SCH |
| --------------- | --- | --- | --- | --- |
| Benfica         | –   | 2–0 | 4–3 | 1–2 |
| Hapoel Tel Aviv | 3–0 | –   | 1–3 | 0–0 |
| Lyon            | 2–0 | 2–2 | –   | 1–0 |
| Schalke 04      | 2–0 | 3–1 | 3–0 | –   |

### Bảng C
| Câu lạc bộ        | St | T | H | B | Bt | Bb | Hs  | Điểm |
| ----------------- | -- | - | - | - | -- | -- | --- | ---- |
| Manchester United | 6  | 4 | 2 | 0 | 7  | 1  | +6  | 14   |
| Valencia          | 6  | 3 | 2 | 1 | 15 | 4  | +11 | 11   |
| Rangers           | 6  | 1 | 3 | 2 | 3  | 6  | −3  | 6    |
| Bursaspor         | 6  | 0 | 1 | 5 | 2  | 16 | −14 | 1    |

|                   | BUR | MU  | RAN | VAL |
| ----------------- | --- | --- | --- | --- |
| Bursaspor         | –   | 0–3 | 1–1 | 0–4 |
| Manchester United | 1–0 | –   | 0–0 | 1–1 |
| Rangers           | 1–0 | 0–1 | –   | 1–1 |
| Valencia          | 6–1 | 0–1 | 3–0 | –   |

### Bảng D
| Câu lạc bộ    | St | T | H | B | Bt | Bb | Hs  | Điểm |
| ------------- | -- | - | - | - | -- | -- | --- | ---- |
| Barcelona     | 6  | 4 | 2 | 0 | 14 | 3  | +11 | 14   |
| Copenhagen    | 6  | 3 | 1 | 2 | 7  | 5  | +2  | 10   |
| Rubin Kazan   | 6  | 1 | 3 | 2 | 2  | 4  | −2  | 6    |
| Panathinaikos | 6  | 0 | 2 | 4 | 2  | 13 | −11 | 2    |

|               | BAR | FCK | PAN | RUB |
| ------------- | --- | --- | --- | --- |
| Barcelona     | –   | 2–0 | 5–1 | 2–0 |
| Copenhagen    | 1–1 | –   | 3–1 | 1–0 |
| Panathinaikos | 0–3 | 0–2 | –   | 0–0 |
| Rubin Kazan   | 1–1 | 1–0 | 0–0 | –   |

### Bảng E
| Câu lạc bộ    | St | T | H | B | Bt | Bb | Hs  | Điểm |
| ------------- | -- | - | - | - | -- | -- | --- | ---- |
| Bayern Munich | 6  | 5 | 0 | 1 | 16 | 6  | +10 | 15   |
| Roma          | 6  | 3 | 1 | 2 | 10 | 11 | −1  | 10   |
| Basel         | 6  | 2 | 0 | 4 | 8  | 11 | −3  | 6    |
| CFR Cluj      | 6  | 1 | 1 | 4 | 6  | 12 | −6  | 4    |

|               | BAS | BAY   | CFR | ASR |
| ------------- | --- | ----- | --- | --- |
| Basel         | –   | 1–2   | 1–0 | 2–3 |
| Bayern Munich | 3–0 | –     | 3–2 | 2–  |
| CFR Cluj      | 2–1 | 0–4   | –   | 1–1 |
| Roma          | 1–3 | 3 – 2 | 2–1 | –   |

### Bảng F
| Câu lạc bộ     | St | T | H | B | Bt | Bb | Hs  | Điểm |
| -------------- | -- | - | - | - | -- | -- | --- | ---- |
| Chelsea        | 6  | 5 | 0 | 1 | 14 | 4  | +10 | 15   |
| Marseille      | 6  | 4 | 0 | 2 | 12 | 3  | +9  | 12   |
| Spartak Moscow | 6  | 3 | 0 | 3 | 7  | 10 | −3  | 9    |
| Žilina         | 6  | 0 | 0 | 6 | 3  | 19 | −16 | 0    |

|                | CHE | OM  | SPA | ŽIL |
| -------------- | --- | --- | --- | --- |
| Chelsea        | –   | 2–0 | 4–1 | 2–1 |
| Marseille      | 1–0 | –   | 0–1 | 1–0 |
| Spartak Moscow | 0–2 | 0–3 | –   | 3–0 |
| Žilina         | 1–4 | 0–7 | 1–2 | –   |

### Bảng G
| Câu lạc bộ  | St | T | H | B | Bt | Bb | Hs  | Điểm |
| ----------- | -- | - | - | - | -- | -- | --- | ---- |
| Real Madrid | 6  | 5 | 1 | 0 | 15 | 2  | +13 | 16   |
| AC Milan    | 6  | 2 | 2 | 2 | 7  | 7  | 0   | 8    |
| Ajax        | 6  | 2 | 1 | 3 | 6  | 10 | −4  | 7    |
| Auxerre     | 6  | 1 | 0 | 5 | 3  | 12 | −9  | 3    |

|             | AJA | AUX | ACM | RM  |
| ----------- | --- | --- | --- | --- |
| Ajax        | –   | 2–1 | 1–1 | 0–4 |
| Auxerre     | 2–1 | –   | 0–2 | 0–1 |
| AC Milan    | 0–2 | 2–0 | –   | 2–2 |
| Real Madrid | 2–0 | 4–0 | 2–0 | –   |

### Bảng H
| Câu lạc bộ       | St | T | H | B | Bt | Bb | Hs  | Điểm |
| ---------------- | -- | - | - | - | -- | -- | --- | ---- |
| Shakhtar Donetsk | 6  | 5 | 0 | 1 | 12 | 6  | +6  | 15   |
| Arsenal          | 6  | 4 | 0 | 2 | 18 | 7  | +11 | 12   |
| Braga            | 6  | 3 | 0 | 3 | 5  | 11 | −6  | 9    |
| Partizan         | 6  | 0 | 0 | 6 | 2  | 13 | −11 | 0    |

|                  | ARS | BRA | PTZ | SHA |
| ---------------- | --- | --- | --- | --- |
| Arsenal          | –   | 6–0 | 3–1 | 5–1 |
| Braga            | 2–0 | –   | 2–0 | 0–3 |
| Partizan         | 1–3 | 0–1 | –   | 0–3 |
| Shakhtar Donetsk | 2–1 | 2–0 | 1–0 | –   |

## Vòng đấu loại trực tiếp

### Sơ đồ tóm tắt
|  | Vòng 16 đội       | Vòng 16 đội       | Vòng 16 đội | Vòng 16 đội |   |             | Tứ kết | Tứ kết | Tứ kết | Tứ kết |  |             | Bán kết | Bán kết | Bán kết | Bán kết |           |   | Chung kết | Chung kết |
|  |                   |                   |             |             |   |             |        |        |        |        |  |             |         |         |         |         |           |   |           |           |
|  | Lyon              | 1                 | 0           | 1           |   |             |        |        |        |        |  |             |         |         |         |         |           |   |           |           |
|  | Real Madrid       | 1                 | 3           | 4           |   |             |        |        |        |        |  |             |         |         |         |         |           |   |           |           |
|  | Real Madrid       | 1                 | 3           | 4           |   | Real Madrid | 4      | 1      | 5      |        |  |             |         |         |         |         |           |   |           |           |
|  |                   |                   |             |             |   | Real Madrid | 4      | 1      | 5      |        |  |             |         |         |         |         |           |   |           |           |
|  |                   | Tottenham Hotspur | 0           | 0           | 0 |             |        |        |        |        |  |             |         |         |         |         |           |   |           |           |
|  | Milan             | Tottenham Hotspur | 0           | 0           | 0 | 0           | 0      | 0      |        |        |  |             |         |         |         |         |           |   |           |           |
|  | Milan             |                   |             |             |   | 0           | 0      | 0      |        |        |  |             |         |         |         |         |           |   |           |           |
|  | Tottenham Hotspur | 1                 | 0           | 1           |   |             |        |        |        |        |  |             |         |         |         |         |           |   |           |           |
|  | Tottenham Hotspur | 1                 | 0           | 1           |   |             |        |        |        |        |  | Real Madrid | 0       | 1       | 1       |         |           |   |           |           |
|  |                   |                   |             |             |   |             |        |        |        |        |  | Real Madrid | 0       | 1       | 1       |         |           |   |           |           |
|  |                   | Barcelona         | 2           | 1           | 3 |             |        |        |        |        |  |             |         |         |         |         |           |   |           |           |
|  | Arsenal           | Barcelona         | 2           | 1           | 3 | 2           | 1      | 3      |        |        |  |             |         |         |         |         |           |   |           |           |
|  | Arsenal           |                   |             |             |   | 2           | 1      | 3      |        |        |  |             |         |         |         |         |           |   |           |           |
|  | Barcelona         | 1                 | 3           | 4           |   |             |        |        |        |        |  |             |         |         |         |         |           |   |           |           |
|  | Barcelona         | 1                 | 3           | 4           |   | Barcelona   | 5      | 1      | 6      |        |  |             |         |         |         |         |           |   |           |           |
|  |                   |                   |             |             |   | Barcelona   | 5      | 1      | 6      |        |  |             |         |         |         |         |           |   |           |           |
|  |                   | Shakhtar Donetsk  | 1           | 0           | 1 |             |        |        |        |        |  |             |         |         |         |         |           |   |           |           |
|  | Roma              | Shakhtar Donetsk  | 1           | 0           | 1 | 2           | 0      | 2      |        |        |  |             |         |         |         |         |           |   |           |           |
|  | Roma              |                   |             |             |   | 2           | 0      | 2      |        |        |  |             |         |         |         |         |           |   |           |           |
|  | Shakhtar Donetsk  | 3                 | 3           | 6           |   |             |        |        |        |        |  |             |         |         |         |         |           |   |           |           |
|  | Shakhtar Donetsk  | 3                 | 3           | 6           |   |             |        |        |        |        |  |             |         |         |         |         | Barcelona | 3 |           |           |
|  |                   |                   |             |             |   |             |        |        |        |        |  |             |         |         |         |         |           | 3 |           |           |
|  |                   | Manchester United | 1           |             |   |             |        |        |        |        |  |             |         |         |         |         |           |   |           |           |
|  | Inter Milan (a)   | Manchester United | 1           | 0           | 3 | 3           |        |        |        |        |  |             |         |         |         |         |           |   |           |           |
|  | Inter Milan (a)   |                   |             | 0           | 3 | 3           |        |        |        |        |  |             |         |         |         |         |           |   |           |           |
|  | Bayern Munich     | 1                 | 2           | 3           |   |             |        |        |        |        |  |             |         |         |         |         |           |   |           |           |
|  | Bayern Munich     | 1                 | 2           | 3           |   | Inter Milan | 2      | 1      | 3      |        |  |             |         |         |         |         |           |   |           |           |
|  |                   |                   |             |             |   | Inter Milan | 2      | 1      | 3      |        |  |             |         |         |         |         |           |   |           |           |
|  |                   | Schalke 04        | 5           | 2           | 7 |             |        |        |        |        |  |             |         |         |         |         |           |   |           |           |
|  | Valencia          | Schalke 04        | 5           | 2           | 7 | 1           | 1      | 2      |        |        |  |             |         |         |         |         |           |   |           |           |
|  | Valencia          |                   |             |             |   | 1           | 1      | 2      |        |        |  |             |         |         |         |         |           |   |           |           |
|  | Schalke 04        | 1                 | 3           | 4           |   |             |        |        |        |        |  |             |         |         |         |         |           |   |           |           |
|  | Schalke 04        | 1                 | 3           | 4           |   |             |        |        |        |        |  | Schalke 04  | 0       | 1       | 1       |         |           |   |           |           |
|  |                   |                   |             |             |   |             |        |        |        |        |  | Schalke 04  | 0       | 1       | 1       |         |           |   |           |           |
|  |                   | Manchester United | 2           | 4           | 6 |             |        |        |        |        |  |             |         |         |         |         |           |   |           |           |
|  | Copenhagen        | Manchester United | 2           | 4           | 6 | 0           | 0      | 0      |        |        |  |             |         |         |         |         |           |   |           |           |
|  | Copenhagen        |                   |             |             |   | 0           | 0      | 0      |        |        |  |             |         |         |         |         |           |   |           |           |
|  | Chelsea           | 2                 | 0           | 2           |   |             |        |        |        |        |  |             |         |         |         |         |           |   |           |           |
|  | Chelsea           | 2                 | 0           | 2           |   | Chelsea     | 0      | 1      | 1      |        |  |             |         |         |         |         |           |   |           |           |
|  |                   |                   |             |             |   | Chelsea     | 0      | 1      | 1      |        |  |             |         |         |         |         |           |   |           |           |
|  |                   | Manchester United | 1           | 2           | 3 |             |        |        |        |        |  |             |         |         |         |         |           |   |           |           |
|  | Marseille         | Manchester United | 1           | 2           | 3 | 0           | 1      | 1      |        |        |  |             |         |         |         |         |           |   |           |           |
|  | Marseille         |                   |             |             |   | 0           | 1      | 1      |        |        |  |             |         |         |         |         |           |   |           |           |
|  | Manchester United | 0                 | 2           | 2           |   |             |        |        |        |        |  |             |         |         |         |         |           |   |           |           |

### Vòng 16 đội
Ngày 17 tháng 12 năm 2010, UEFA đã tổ chức bốc thăm chia các cặp đấu loại trực tiếp tại Nyon, Thụy Sĩ. Lượt đi của vòng thi đấu này đã diễn ra vào các ngày 15, 16, 22 và 23 tháng 2, còn lượt về đã diễn ra vào các ngày 8, 9, 15 và 16 tháng 3 năm 2011.
Thời gian tính theo giờ Trung Âu (UTC +1)
| Đội 1          | TTS     | Đội 2             | Lượt đi | Lượt về |
| -------------- | ------- | ----------------- | ------- | ------- |
| Roma           | 2–6     | Shakhtar Donetsk  | 2–3     | 0–3     |
| Milan          | 0–1     | Tottenham Hotspur | 0–1     | 0–0     |
| Valencia       | 2–4     | Schalke 04        | 1–1     | 1–3     |
| Internazionale | 3–3 (a) | Bayern Munich     | 0–1     | 2–3     |
| Lyon           | 1–4     | Real Madrid       | 1–1     | 0–3     |
| Arsenal        | 3–4     | Barcelona         | 2–1     | 1–3     |
| Marseille      | 1–2     | Manchester United | 0–0     | 1–2     |
| Copenhagen     | 0–2     | Chelsea           | 0–2     | 0–0     |

### Tứ kết
Lễ bốc thăm phân cặp đã diễn ra ngày 18 tháng 3 năm 2011 tại Nyon. Trận lượt đi đã diễn ra ngày 5 và 6 tháng 4, và trận lượt về đã diễn ra ngày 12 và 13 tháng 4 năm 2011.
Theo thể thức bốc thăm, những đội cùng quốc gia vẫn có thể gặp nhau tại vòng đấu này.
| Đội 1          | TTS | Đội 2             | Lượt đi | Lượt về |
| -------------- | --- | ----------------- | ------- | ------- |
| Real Madrid    | 5–0 | Tottenham Hotspur | 4–0     | 0–1     |
| Chelsea        | 1–3 | Manchester United | 0–1     | 1–2     |
| Barcelona      | 6–1 | Shakhtar Donetsk  | 5–1     | 1–0     |
| Internazionale | 3–7 | Schalke 04        | 2–5     | 1–2     |

### Bán kết
Trận lượt đi đã diễn ra ngày 26 và 27 tháng 4, và trận lượt về đã diễn ra ngày 3 và 4 tháng 5 năm 2011.
| Đội 1       | TTS | Đội 2             | Lượt đi | Lượt về |
| ----------- | --- | ----------------- | ------- | ------- |
| Schalke 04  | 1–6 | Manchester United | 0–2     | 1–4     |
| Real Madrid | 1–3 | Barcelona         | 0–2     | 1–1     |

### Chung kết
Trận chung kết của UEFA Champions League 2011 diễn ra ngày 28 tháng 5 năm 2011 tại sân vận động Wembley ở Luân Đôn, Anh.
| Barcelona                         | 3–1 | Manchester United |
| --------------------------------- | --- | ----------------- |
| Pedro 27' · Messi 54' · Villa 69' |     | Rooney 34'        |

## Cầu thủ ghi bàn
| Thứ tự | Cầu thủ            | Đội               | Số bàn thắng | Số trận | Thời gian thi đấu |
| ------ | ------------------ | ----------------- | ------------ | ------- | ----------------- |
| 1      | Lionel Messi       | Barcelona         | 12           | 13      | 1047              |
| 2      | Mario Gómez        | Bayern Munich     | 8            | 8       | 607               |
| 2      | Samuel Eto'o       | Internazionale    | 8            | 10      | 900               |
| 4      | Nicolas Anelka     | Chelsea           | 7            | 9       | 584               |
| 5      | Karim Benzema      | Real Madrid       | 6            | 8       | 372               |
| 5      | Roberto Soldado    | Valencia          | 6            | 7       | 416               |
| 5      | Cristiano Ronaldo  | Real Madrid       | 6            | 12      | 1021              |
| 8      | Pedro Rodríguez    | Barcelona         | 5            | 12      | 772               |
| 8      | Raúl González      | Schalke 04        | 5            | 11      | 1077              |
| 10     | Eduardo            | Shakhtar Donetsk  | 4            | 8       | 253               |
| 10     | Javier Hernández   | Manchester United | 4            | 9       | 550               |
| 10     | Marco Borriello    | Roma              | 4            | 8       | 518               |
| 10     | Peter Crouch       | Tottenham Hotspur | 4            | 8       | 581               |
| 10     | Zlatan Ibrahimović | Milan             | 4            | 8       | 652               |
| 10     | Gareth Bale        | Tottenham Hotspur | 4            | 7       | 735               |
| 10     | Jefferson Farfán   | Schalke 04        | 4            | 8       | 741               |
| 10     | Wayne Rooney       | Manchester United | 4            | 9       | 803               |
| 10     | Luiz Adriano       | Shakhtar Donetsk  | 4            | 10      | 811               |
| 10     | David Villa        | Barcelona         | 4            | 12      | 943               |